# テイクオフ (ラッパー)
カーズニック・カリ・ボール（Kirsnick Khari Ball、1994年6月18日 – 2022年11月1日）は、プロとしてはテイクオフ（Takeoff）として知られるアメリカ合衆国のラッパーである。彼は、ヒップホップグループミーゴスの最年少メンバーとして最もよく知られており、叔父のクエイヴォと親しい関係のオフセットと共に活動していた。グループは「MotorSport」（ニッキー・ミナージュとカーディ・Bをフィーチャー）、「Stir Fry」、「Walk It Talk It」（ドレイクをフィーチャー）、そして「Bad and Boujee」（リル・ウージー・ヴァートをフィーチャー）を含む複数のトップ10ヒットをBillboard Hot 100で記録し、後者はビルボードホット100チャートで1位を記録したが、彼は特にこの曲から省かれていた。彼はまた、グループの一員として2つのグラミー賞にノミネートされた。2022年11月1日、テイクオフはテキサス州ヒューストンで射殺された。

## 生い立ち
カーズニック・ボールことテイクオフは1994年6月18日、ジョージア州ローレンスビルで生まれ、母親のティタニア・ダヴェンポートと、家族であるクエイヴォと共に育てられた。彼は中学1年生の時にビート作りとリズムの開発を始めたが、プロとしての音楽レコーディングを開始したのは2012年からで、同年8月にヒップホップトリオミーゴスの一員としてクエイヴォとオフセットと共にミックステープ『Juug Season』をリリースした。

## キャリア

### 2008–2018年: ミーゴスとの初期の活動
家族のクエイヴォとオフセットと共に、テイクオフは2008年にラップを始めた。グループは当初、ステージネーム「Polo Club」で活動していたが、最終的に名前をミーゴスに変更した。グループは初のフルレングスプロジェクトであるミックステープ『Juug Season』を2011年8月25日にリリースした。彼らは2012年6月1日にミックステープ『No Label』でこれに続いた。
ミーゴスは、2013年にシングル「Versace」をリリースした後、当初注目を集めた。この曲はカナダのラッパードレイクによってリミックスされ、Billboard Hot 100チャートで99位、Hot R&B/Hip-Hop Songsチャートで31位を記録した。彼らのデビュー・スタジオ・アルバム『Yung Rich Nation』は2015年7月31日にリリースされ、クリス・ブラウンやヤング・サグからのゲスト出演、ZaytovenやMurda Beatzからのプロデュースをフィーチャーしていた。このアルバムはビルボード200で17位を記録した。

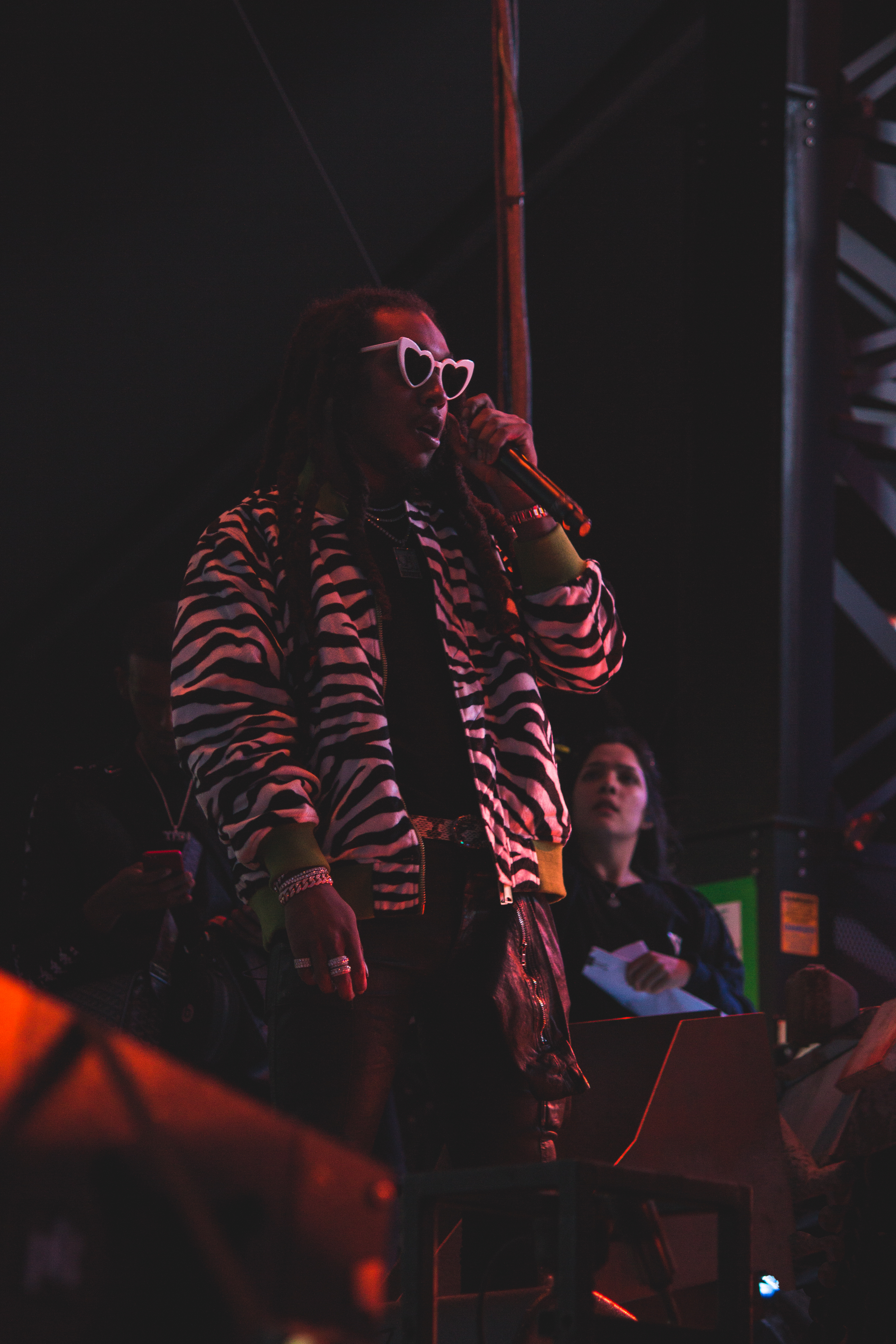
2017年のVELDミュージック・フェスティバルでパフォーマンスするテイクオフ

ミーゴスは2016年に「Bad and Boujee」（リル・ウージー・ヴァートをフィーチャー）で初のナンバーワンシングルを達成し、2017年1月21週目のビルボードホット100でピークを迎えた。この曲はアメリカレコード協会（RIAA）から4度のプラチナ認定を受けている。彼はミュージックビデオのバックグラウンドシーンの1つで見られるものの、テイクオフは曲にフィーチャーされておらず、クレジットもされていない。テイクオフは、レコーディング時に忙しかったため、この曲にフィーチャーされなかったと主張した。彼のこの曲からの欠席は、多くのミームを生み出した。

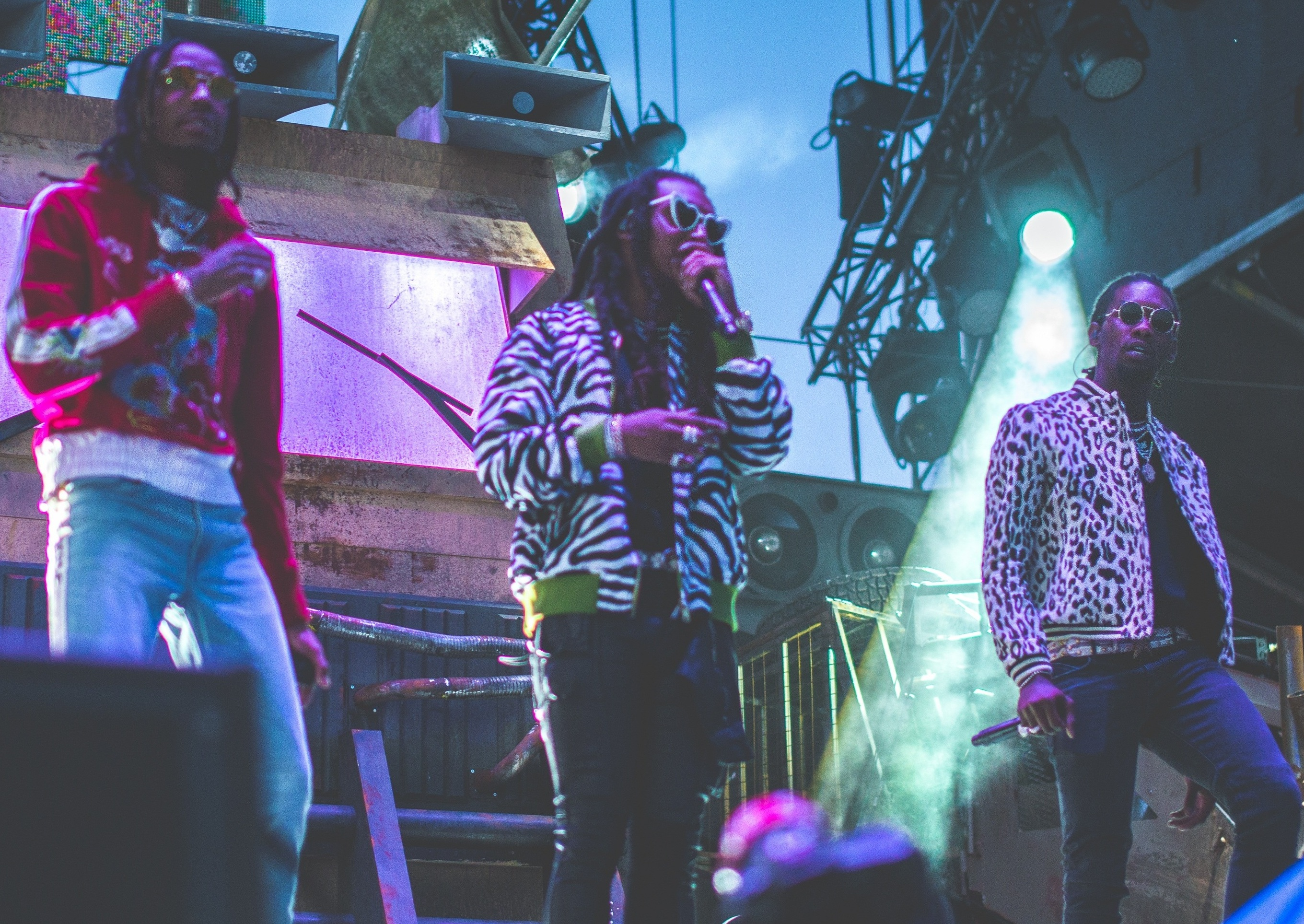
2017年、ミーゴスとしてパフォーマンスするテイクオフ（中央）、クエイヴォ（左）、オフセット（右）と共に

ミーゴスのセカンドスタジオアルバム『Culture』は2017年1月27日にリリースされ、全米Billboard 200で初登場1位を記録し、初週で131,000アルバム相当単位を売り上げた。その内44,000枚が純粋な売上だった。このアルバムは2017年7月に国内でプラチナ認定を達成した。グループの3枚目のアルバム『Culture II』は2018年1月26日にリリースされた。これはミーゴスにとってビルボード200で初登場1位を記録した2枚目のアルバムとなり、初週で199,000相当単位を売り上げた。その内38,000枚が純粋な売上だった。

### 2018–2021年: 『The Last Rocket』と後のミーゴスの活動
『Culture II』のリリース後、2018年10月23日にテイクオフは、翌月にリリースされるソロプロジェクト『The Last Rocket』を発表した。発表から2日後、彼はアルバムからの最初のシングル「Last Memory」を、ミュージックビデオと共にリリースした。このアルバムは2018年11月2日にリリースされた。
4枚目のミーゴスのアルバム『Culture III』は2021年6月11日にリリースされた。これはテイクオフの生前にリリースされた最後のミーゴスのアルバムとなる。

### 2022年: ミーゴス内の摩擦と『Only Built for Infinity Links』
2022年10月、ミーゴスが解散する可能性に関する噂が広まった。これは、クエイヴォの元恋人サウィーティーがオフセットと関係を持ったという報道に基づいていた。この後、クエイヴォとテイクオフは、2022年10月7日にコラボレーションアルバム『Only Built for Infinity Links』をリリースした。これはテイクオフの死の25日前のことであった。

## 法的な問題

### ジョージアサザン大学事件
2015年4月18日、ミーゴスはジョージアサザン大学の2015年春のコンサートで、Hanner Fieldhouseでヘッドライナーを務める予定だった。ショーは午後7時に地元のオープニングアクトで始まったが、グループがステージに上がったのは予定されていた午後9時のセット時間よりほぼ1時間半後だった。彼らのパフォーマンス契約では最低45分間のセットが規定されていたが、グループは30分未満でステージを去った。
大学警察、ステーツボロ警察、そしてブロック郡保安官事務所は、コンサートの警備担当として присутсしていたが、グループのバンから強いマリファナの匂いを検知し、運転手は法執行機関から尋問された。さらなる調査の結果、ラップトリオと彼らの側近12人が、マリファナと別の規制薬物の所持、学校安全区域内での銃器所持、犯罪遂行中の銃器所持、そして重罪犯による銃器所持の容疑で逮捕された。
大学関係者はミーゴスの評判を知っていたが、学生たちが考慮中の7組の中からこのグループをパフォーマンスさせることを投票で決めたため、パフォーマンスは許可された。学生の費用とチケットの売上がコンサートの支払いに充てられた。パフォーマンス契約によると、グループには30,000ドル、プロモーターのBig House Collectiveには追加で3,000ドルが支払われることになっていた。大学当局は当初、グループの遅刻、短縮されたパフォーマンス、大学敷地内での禁制品所持を理由にミーゴスを契約違反にしようとしたが、最終的に大学は合意された料金の半分を支払った。
2015年4月20日、テイクオフ、クエイヴォ、そして彼らの側近の6人がブロック郡地方検事局によって保釈されたが、オフセットと他の6人は保釈金なしで拘留され続けた。彼らの逮捕の結果、2015年4月28日にミーゴスは、Yung Rich Nation Tourを7月まで延期すると発表した。

### 性的暴行訴訟
2020年8月5日、テイクオフは、2020年6月にロサンゼルスで行われたパーティーで、女性被害者から「性的暴行、暴行、不法監禁、性別に基づく暴力、公民権妨害」の罪で民事訴訟を起こされた人物として名指しされた。2021年2日現在ロサンゼルス地方検事局は、証拠不十分のためテイクオフに対する刑事告発を行わないと報じられた。民事訴訟の裁判手続きは2021年現在。

## 殺人事件と裁判
2022年11月1日、テキサス州ヒューストンの商業開発地区GreenStreetにある810 Billiards & Bowlingでのプライベートパーティーの後、ボールは頭部と胴体に複数回銃撃された。ヒューストンのKHOUテレビによると、パーティーが午前1時頃に終わった後、約40人がボウリング場の外に集まっていた。
クエイヴォはその夜、父の誕生日を祝っていたジャス・プリンス・ジュニア（ジェームス・プリンスの次男）と共にヒューストンをドライブするビデオを投稿していた。ヒューストン警察のマイケル・アリントン巡査部長は、会場の3階入り口の外に大勢が集まる中で口論が勃発し、少なくとも2丁の銃が発砲されたと述べた。テイクオフのレコードレーベルの声明によると、彼は「流れ弾」によって殺害され、ヒューストン警察署長のトロイ・フィナーは、テイクオフが標的であったとは信じていないと述べた。
ヒューストン警察は、中部標準時午前2時50分に致命的な射殺事件が発生し、被害者は現場で死亡が確認され、他の2人の被害者は「自家用車で病院に搬送された」と報告した。同部署はまた、「彼の家族に通知され、ハリス郡法医学研究所によって身元が確認される」までテイクオフの身元を公表しないとした。ヒューストン警察は後に、テイクオフがこの銃撃事件で死亡したことを確認した。
ボウリング場の近くに住んでいた看護師は、銃声を聞いて現場に駆けつけた。彼女は彼を助けようとしたが、彼女が到着した時点では既に死亡していた。
他の2人、24歳のジョシュア・「ウォッシュ」・ワシントン（クエイヴォのビジネスアソシエイト）と23歳の女性も、銃撃中に生命に別状のない負傷を負った。

### 反応
ラッパーのデザイナーはInstagramの生放送で、テイクオフの死により創作活動が続けられなくなり、ラップを辞めると発表した。ただし、3週間後には新曲とミュージックビデオをリリースしている。ブロガーのDJ Akademiksはテイクオフを追悼する3時間の配信を行い、テイクオフ殺害の瞬間のビデオを分析し、また、YNW・メリーやTay-Kのような殺人容疑で知られるラッパーを模倣することをやめるなど、ヒップホップにおける暴力のイデオロギーと戦うことを呼びかけた。ラッパーの50セントはフィンランドでのコンサートでテイクオフへの追悼の黙祷を捧げ、その間、彼の写真が大きなスクリーンに映し出された。フランスのサッカー選手ベンジャマン・パヴァールは、FCバイエルン・ミュンヘンでのゴールを、ミーゴスが広めたダブのポーズで祝った。バッファロー・ビルズのフットボール選手たちは、練習後の恒例のカラオケ配信をInstagramで行ったが、パーティーが始まる前に選手たちは1分間の黙祷をテイクオフに捧げた。アトランタ・ファルコンズは、ロサンゼルス・チャージャーズとの試合でテイクオフに追悼の意を表し、彼の写真が大きなスクリーンに映し出され、彼の曲がBGMとして流された。バスケットボール選手のレブロン・ジェームズは、Instagramのプロフィール写真をテイクオフの白黒写真に変更した。数日後、レブロンはロサンゼルス・レイカーズ対クリーブランド・キャバリアーズの試合にスーツとチェーンを身につけて現れ、ラッパーの写真撮影の1つの衣装を完全に再現した。11月15日、ラッパーのグッチ・メインはテイクオフに捧げられたトラックとビデオ「Letter to Takeoff」をリリースし、2023年1月4日にはテイクオフの叔父であるクエイヴォが甥への追悼曲「Without You」をリリースした。ヒップホップメディア「WHY TV」は、この曲でテイクオフへの追悼を行った。
テイクオフのレーベルであるクオリティ・コントロール・ミュージックは、公式声明を発表した。
壊れた心と深い悲しみと共に、私たちは愛する兄弟カーズニック・カリ・ボール、世界にはテイクオフとして知られる彼の喪失を悼みます。無意味な暴力と流れ弾がこの世からまた一つの命を奪い、私たちは打ちのめされています。この重大な損失を私たちが皆処理し続ける間、彼の家族や友人たちを尊重してください。
彼の死後、アトランタにはテイクオフを描いた数々の壁画が現れ始めた。
テイクオフの叔父であり、同僚のラッパーであるオフセットは、当初2022年11月11日にリリースが予定されていた自身のセカンドソロアルバムのリリースを延期した。

### 捜査と法的手続き
2022年11月26日、リル・カム5thとしても知られる22歳のジョシュア・キャメロンがヒューストンで拘束された。12月2日には、33歳のパトリック・ザビエル・クラークが拘束された。警察は、テイクオフを殺害したのはクラークの銃弾だと考えている。
2023年5月26日、クラークはテイクオフの殺人で大陪審によって起訴された。有罪となれば、クラークは25年から終身刑に直面する。

### 葬儀
11月5日、テイクオフの友人や家族はラッパーの送別会を開き、彼の死現場には追悼の場が設けられた。
11月10日、テイクオフの私的な追悼式が行われた。11月11日、ステートファーム・アリーナでテイクオフの「Celebration of Life」が開催された。イベントのチケットは無料で提供され、最終的に完売した。オフセット、クエイヴォ、カーディ・B、ドレイク、ジャスティン・ビーバー、ヨランダ・アダムス、クロイ・ベイリーが式典でパフォーマンスを行った。出席者は20,000人を超え、グッチ・メイン、シティ・ガールズ、YG、リル・ヨッティ、シーロー・グリーン、テヤナ・テイラーなどが参列した。アトランタ市長のアンドレ・ディケンズは、テイクオフに死後フェニックス賞を授与した。出席者は携帯電話の使用やイベントの写真撮影を禁じられた。葬儀の後、テイクオフはジョージア州ピーチツリーコーナーズのピーチツリー記念公園に埋葬された。

### 商業的影響
銃撃事件の数時間前、クエイヴォはテイクオフとの共同ビデオ「Messy」を公開した。事件後、このクリップは数時間で数百万回の再生回数を記録し、YouTubeのトレンドリストでトップになった。
ミーゴスのシングル「Cross the Country」は、2014年にリリースされたが、オンラインマガジンチャート『HotNewHipHop』で1位に達した。テイクオフとクエイヴォの共同アルバム『Only Built for Infinity Links』は、テイクオフの死後、Billboard 200チャートで84位から12位に上昇した。テイクオフの唯一のソロアルバム『The Last Rocket』（2018年）は、チャートで189位を獲得した。ミーゴスのアルバム『Culture』と『Culture II』は、それぞれ193位と116位で再チャートインした。クエイヴォとテイクオフのコラボレーショントラック「Hotel Lobby (Unc & Phew)」は、Billboard Hot 100で78位にチャートインした。
2022年12月2日、プロデューサーで頻繁な協力者であるメトロ・ブーミンがアルバム『Heroes & Villains』をリリースした。このアルバムには、同郷のアメリカ人ラッパーエイサップ・ロッキーとのコラボレーションで、テイクオフをフィーチャーしたトラック「Feel the Fiyaaaah」が収録されている。
クエイヴォとテイクオフのシングル「Hotel Lobby (Unc & Phew)」は、テイクオフの死からちょうど4週間後の11月30日にプラチナ認定された。

## ディスコグラフィ
スタジオ・アルバム
- 『The Last Rocket』 (2018)

コラボレーション・アルバム
- 『Only Built for Infinity Links』 (Unc & Phewとしてクエイヴォと共作) (2022)